# Italiens Grand Prix 1958
Italiens Grand Prix 1958 var det tionde av elva lopp ingående i formel 1-VM 1958.  

## Resultat
- 1 Tony Brooks, Vanwall, 8 poäng
- 2 Mike Hawthorn, Ferrari, 6
- 3 Phil Hill, Ferrari, 4+1
- 4 Masten Gregory, Temple Buell (Maserati)[1], 0
- = Carroll Shelby, Temple Buell (Maserati)[1], 0
- 5 Roy Salvadori, Cooper-Climax, 2
- 6 Graham Hill, Lotus-Climax
- 7 Cliff Allison, Lotus-Climax

### Förare som bröt loppet
- Maria Teresa de Filippis, Maria Teresa de Filippis (Maserati) (varv 57, motor)
- Giulio Cabianca, Jo Bonnier (Maserati) (51, motor)
- Jean Behra, BRM (42, koppling)
- Hans Herrmann, Jo Bonnier (Maserati) (32, motor)
- Stuart Lewis-Evans, Vanwall (30, överhettning)
- Maurice Trintignant, R R C Walker (Cooper-Climax) (24, växellåda)
- Stirling Moss, Vanwall (17, växellåda)
- Joakim Bonnier, BRM (14, transmission)
- Olivier Gendebien, Ferrari (4, upphängning)
- Gerino Gerini, Scuderia Centro Sud (Maserati) (2, olycka)
- Carroll Shelby, Scuderia Centro Sud (Maserati)[2] (1, hantering)
- Wolfgang von Trips, Ferrari (0, olycka)
- Harry Schell, BRM (0, olycka)
- Jack Brabham, Cooper-Climax (0, upphängning)